# ميزان تجاري

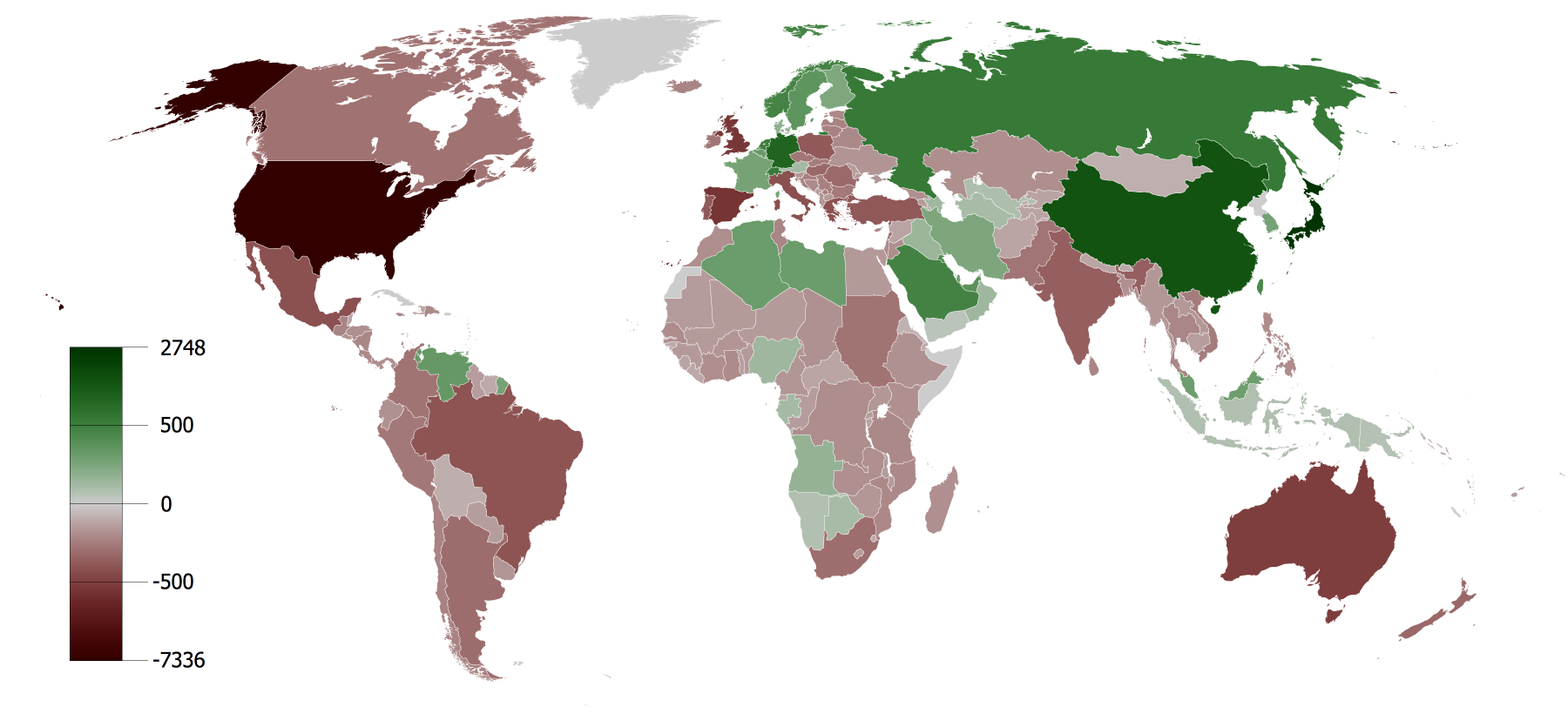
ميزان الحساب الجاري التراكمي للأعوام ما بين 1980-2008، استنادا إلى بيانات صندوق النقد الدولي.

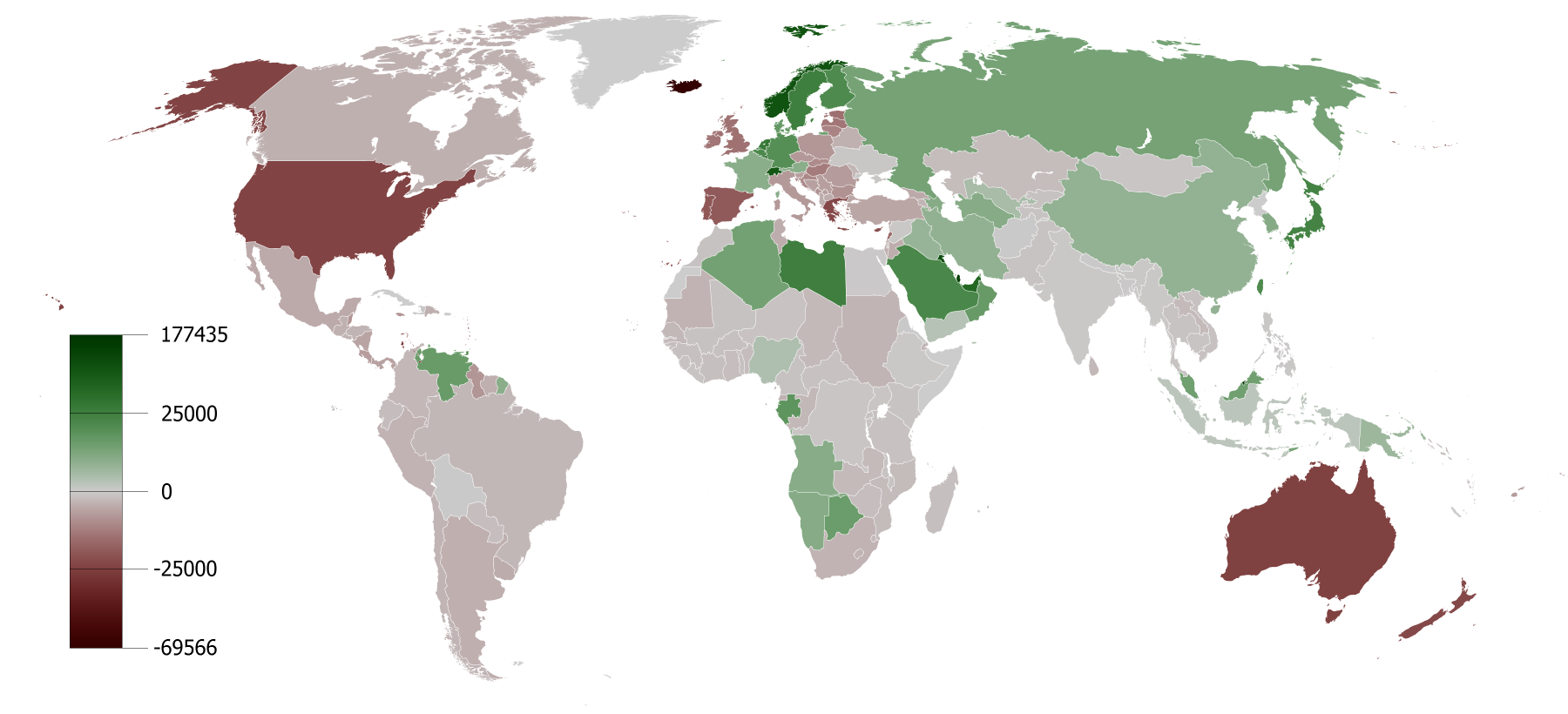
ميزان الحساب الجاري التراكمي للفرد الواحد للأعوام ما بين 1980-2008، استنادا إلى بيانات صندوق النقد الدولي.

الميزان التجاري أو التوازن التجاري هو الفرق بين قيمة واردات وصادرات البلد.
يعتبر الميزان التجاري من المؤشرات الاقتصادية الهامة، وهو أحد مدخلات الناتج المحلي للدول. وتكمن قيمته في تحليل مكوناته وليس في قيمته المطلقة، لهذا لابد من معرفة نوعية كل من مكوناته وهيكلته أي نسبة المواد الأولية أو المواد نصف المصنعة أو المصنعة إلى اجمالي المستوردات أو الصادرات.

## شرح
يشكل الميزان التجاري جزءًا من الحساب الجاري ويتضمن معاملات مثل الدخل من صافي الاستثمار الدولي وكذلك المساعدات الدولية. إذا امتلك الحساب الجاري فائضًا، سيزيد صافي الأصول الدولية للبلد في المقابل. وبالمثل فإن العجز يقلل من صافي الأصول الدولية.
إنَّ الميزان التجاري مطابق للفرق بين إنتاج الدولة وطلبها المحلي (الفرق بين السلع التي تنتجها الدولة والسلع التي تشتريها من الخارج، ولا يشمل ذلك الأموال المعاد إنفاقها على الأسهم الأجنبية، ولا يشكل عاملًا في استيراد البضائع للإنتاج للسوق المحلية).
يمكن أن يمثل قياس الميزان التجاري إشكالية بسبب تسجيل البيانات وجمعها. وكمثال على هذه المشكلة: عندما تجمع البيانات الرسمية لجميع دول العالم تتجاوز الصادرات الواردات بنسبة 1٪ تقريبًا ويبدو أنَّ العالم يدير ميزانًا تجاريًا رابحًا مع نفسه. لا يمكن أن يكون ذلك صحيحًا لأن جميع المعاملات تشمل ائتمانًا أو خصمًا متساويًا في حساب كل دولة. ويعتقد بشكل عام أن هذا التناقض قد يُفسَر من خلال المعاملات التي تهدف إلى غسل الأموال أو التهرب من الضرائب والتهريب. تعتبر دقة إحصاءات البلدان النامية مشبوهة وغير دقيقة، لكن معظم التباين يحدث بالفعل بين البلدان المتقدمة ذات الإحصاءات الموثوقة.
تشمل العوامل التي يمكن أن تؤثر على الميزان التجاري:
- تكلفة الإنتاج (الأرض والعمال ورأس المال والضرائب والحوافز) في الاقتصاد المُصدر مقابل تكلفة الإنتاج في الاقتصاد المُستورد.
- تكلفة المواد الخام والسلع الوسيطة والمدخلات الأخرى وتوفرها.
- تغير أسعار صرف العملات.
- الضرائب أو القيود متعددة الأطراف أو الثنائية أو الأحادية على التجارة.
- القيود غير الجمركية مثل معايير البيئة والصحة والسلامة.
- توفر النقد الأجنبي الكافي للدفع مقابل الواردات.
- أسعار السلع المصنعة في المنزل (تتأثر باستجابة العرض).

من المحتمل أن يختلف الميزان التجاري مع تغير دورة الاقتصاد. سيميل الميزان التجاري نحو الصادرات خلال التوسع الاقتصادي في النمو القائم على التصدير (مثل النفط والسلع الصناعية الأولية). وسيتحول الميزان التجاري نحو الواردات في نفس المرحلة من دورة الاقتصاد مع النمو المحلي القائم على الطلب (كما هو الحال في الولايات المتحدة الأمريكية وأستراليا).
يختلف الميزان النقدي عن الميزان المادي للتجارة (الذي يُعبر عنه بكمية المواد الخام، والمعروف أيضًا باسم إجمالي استهلاك المواد). تستورد الدول المتقدمة عادة كمية كبيرة من المواد الخام من الدول النامية. تحول هذه المواد المستوردة عادة إلى منتجات مصنعة، ويمكن تصديرها بعد إعطائها قيمة جديدة. تعاني معظم البلدان المتقدمة من عجز تجاري مادي كبير لأنها تستهلك مواد أولية أكثر مما تنتج.

## أمثلة

### مثال تاريخي
تبنت العديد من البلدان خلال نشأة أوروبا الحديثة السياسة الإتجارية التي فرضت أنَّ الفائض التجاري مفيد للبلد من بين عناصر أخرى مثل الاستعمار والحواجز التجارية مع الدول الأخرى ومستعمراتها. (دعمت الفلسفة الصهيونية الأولية المذهب الإتجاري).
أدت ممارسة المذهب الإتجاري إلى تصدير الموارد الطبيعية والمحاصيل النقدية لأمريكا الشمالية التي كانت تحت الحكم البريطاني مقابل السلع المُصنعة من بريطانيا العظمى، وهو عامل ساهم في حدوث الثورة الأمريكية. نشر بيان في اجتماع الثروة المشتركة في إنجلترا عام 1549: «يجب أنّ نحرص دائمًا على ألا نشتري من الغرباء أكثر مما نبيعهم، لذلك يجب علينا أن نفقِّر أنفسنا ونثريهم» ونشر توماس مون تفسيرًا منهجيًا لميزان التجارة عام 1630 «يكمن كنز إنجلترا في التجارة الخارجية».
امتلكت الولايات المتحدة منذ منتصف الثمانينيات عجزاً متزايدًا في السلع القابلة للتداول، خاصة مع الدول الآسيوية (الصين واليابان) التي تمتلك الآن مبالغ كبيرة كديون على الولايات المتحدة لأنها مولت الاستهلاك جزئيًا. T تمتلك الولايات المتحدة فائضًا تجاريًا مع دول مثل أستراليا. يمكن أن تكون قضية العجز التجاري معقدة، وقد يؤثر العجز التجاري في السلع القابلة للتداول (مثل المواد المصنعة أو البرمجيات) على العمالة المحلية بدرجات مختلفة عن العجز التجاري في المواد الخام.
عادةً ما تميل النظم الاقتصادية التي لديها فائض مدخرات مثل اليابان وألمانيا إلى التجارة في الفائض التجاري. تميل الصين التي تمثل اقتصادًا عالي النمو إلى تجارة الفائض. يتوافق معدل الادخار العالي بشكل عام مع الفائض التجاري. تميل الولايات المتحدة الأمريكية ذات معدل الادخار المنخفض إلى إقامة عجز تجاري مرتفع خاصة مع الدول الآسيوية.
ذكر البعض أنَّ الصين تتبع سياسة اقتصادية تجارية. تتبع روسيا سياسة مبنية على الحماية تعتقد أن التجارة الدولية ليست لعبة مربحة للطرفين ولكنها لعبة محصلتها صفر: تصبح الدول ذات الفائض أكثر ثراءً على حساب الدول ذات العجز.

## وجهات نظر مختلفة حول التأثير الاقتصادي
رُفضت الفكرة القائلة بأن العجز التجاري الثنائي سيئ من قبل خبراء التجارة والاقتصاد. يمكن وفقًا لصندوق النقد الدولي أن يسبب العجز التجاري مشكلة في ميزان المدفوعات، التي يمكن أن تؤثر على نقص العملات الأجنبية وتضر بالدول. يشير جوزيف ستيجليتز إلى أنَّ الدول التي تملك فائضًا تفرض عوامل خارجية سلبية على الشركاء التجاريين وتشكل تهديدًا للازدهار العالمي أكثر بكثير من تلك التي تعاني من عجز. ذكر بن برنانكي أنَّ «الاختلالات المستمرة داخل منطقة اليورو غير جيدة، لأنها تؤدي إلى اختلالات مالية بالإضافة إلى نمو غير متوازن. تسبب حقيقة أنَّ ألمانيا تبيع أكثر مما تشتري إعادة توجيه الطلب من جيرانها (ودول أخرى حول العالم) وخفض الإنتاج والعمالة خارج ألمانيا».
وجدت دراسة قام بها المكتب الوطني للبحوث الاقتصادية لعام 2018 بواسطة علماء الاقتصاد في صندوق النقد الدولي وجامعة كاليفورنيا في بيركلي شملت 151 دولة خلال الفترة بين عامي 1963 و2014 أنَّ فرض الضرائب والتعريفات أثّر بشكل ضئيل على الميزان التجاري.

## مقارنة بين الميزان التجاري وميزان المدفوعات
| الميزان التجاري | ميزان المدفوعات |
| --- | --- |
| يشمل فقط الواردات والصادرات المرئية أي الواردات والصادرات من البضائع. ويسمى الفرق بين الصادرات والواردات الميزان التجاري. إذا كانت الواردات أكبر من الصادرات يسمى الميزان التجاري بالسلبي (غير مرغوب به). إذا تجاوزت الصادرات الواردات يسمى الميزان التجاري إيجابي. | يشمل جميع العناصر المرئية وغير المرئية الصادرة والمستوردة من الدولة بالإضافة إلى الصادرات والواردات من البضائع.      |
| يشمل الإيرادات أو المدفوعات على حساب الواردات والصادرات من البضائع. يُظهر فقط عناصر الإيرادات. | يشمل جميع الإيرادات وعناصر رأس المال سواء أكانت مرئية أم غير مرئية. إذ يشكل الميزان التجاري جزءًا من ميزان المدفوعات. |

## الفائض في الميزان التجاري
يحدث الفائض في الميزان التجاري عندما تكون قيمة الصادرات أكبر من قيمة الواردات.

## العجز في الميزان التجاري
يكون العجز في الميزان التجاري عندما تكون قيمة الواردات أكبر من قيمة الصادرات.

## اشكالات
إن تحقيق فائض في الميزان التجاري يعني أن هناك طرف آخر يحقق عجزا في ميزانه التجاري. ولذلك حذر بعض الخبراء من أن فائض الميزان التجاري الصيني سيتسبب بكارثة اقتصادية دولية مستقبلا، نظرا لكونه يحقق فائضا تجاريا كبير جدا بشكل سنوي.

## العوامل المؤثرة
من أهم العوامل التي تؤثر على الميزان التجاري هي تكلفة ونسبة توافر المواد الخام والسلع الوسيطة والمدخلات الأخرى وسعر صرف العملة، بالإضافة إلى الحواجز غير الجمركية مثل المعايير البيئية أو الصحية أو معايير السلامة.

## مواضيع ذات صلة
- ميزان المدفوعات
- محاسبة
- الميزانية